# Temporades del Nàstic
Resum esportiu, temporada a temporada, de l'equip de futbol del Gimnàstic de Tarragona.
- Temporada 1999-2000 del Nàstic
- Temporada 2000-2001 del Nàstic
- Temporada 2001-2002 del Nàstic
- Temporada 2002-2003 del Nàstic
- Temporada 2003-2004 del Nàstic
- Temporada 2004-2005 del Nàstic
- Temporada 2005-2006 del Nàstic
- Temporada 2006-2007 del Nàstic
- Temporada 2007-2008 del Nàstic
- Temporada 2008-2009 del Nàstic
- Temporada 2009-2010 del Nàstic
- Temporada 2010-2011 del Nàstic
- Temporada 2011-2012 del Nàstic
- Temporada 2012-2013 del Nàstic
- Temporada 2022-2023 del Nàstic